# Cannock Chase

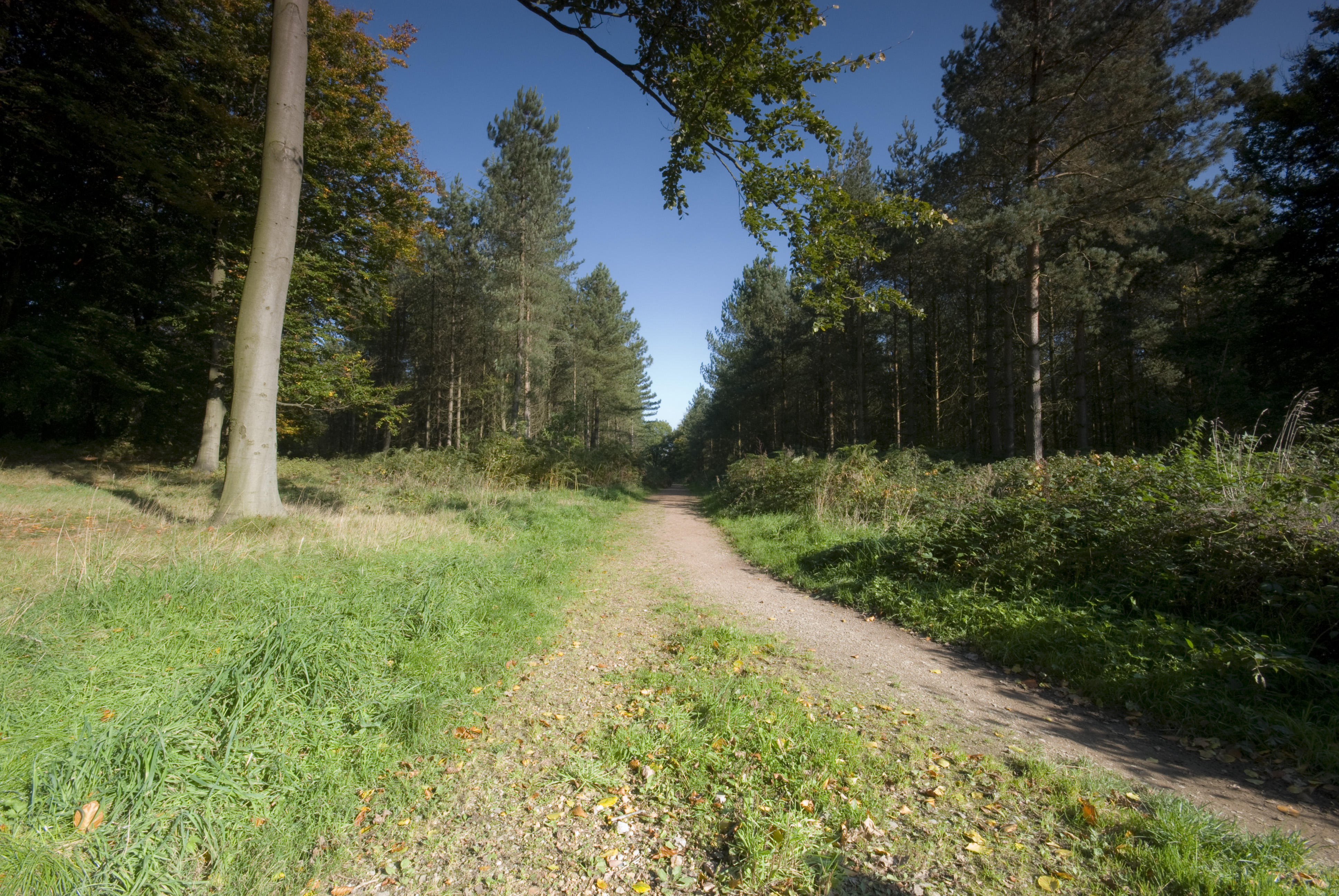
Uma trilha na área de Beaudesert Old Park, no sudeste de Cannock Chase

Cannock Chase, frequentemente chamado localmente de The Chase, é uma área mista de campo no condado de Staffordshire, Inglaterra. A área foi designada como Cannock Chase Area of Outstanding Natural Beauty ou "Área Cannock Chase de Magnífica Beleza Natural", possuindo uma botânica muito rica. The Chase dá seu nome ao distrito do governo local de Cannock Chase, e é uma antiga floresta real.[carece de fontes?]